# Mathieu Flamini
Mathieu Pierre Flamini (Marsella, 7 de marzo de 1984) es un exfutbolista y empresario francés que se desempeñaba como centrocampista y su último club fue el Getafe C. F. de la Liga Santander.

## Trayectoria

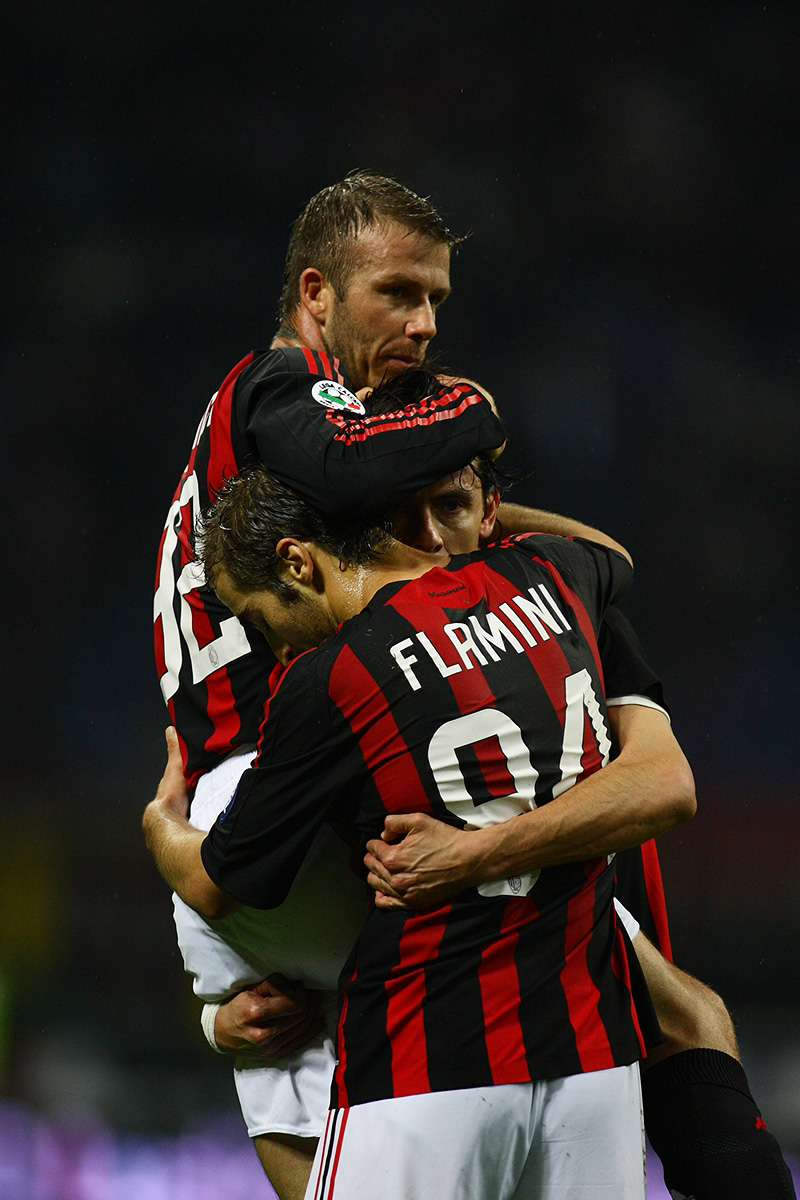
Flamini, celebrando un tanto del Milan junto a David Beckham y Filippo Inzaghi.

Destaca por sus carreras en el campo, entregando y recuperando balones. Junto a Cesc Fàbregas formaban un centro del campo muy completo en el conjunto londinense.
Su primer equipo fue el Olympique de Marsella, pero antes integró el equipo que participaba en el Championnat de France Amateurs. Debutó con el primer equipo el 20 de diciembre de 2003 en la victoria por la mínima diferencia ante Toulouse. En su única temporada en el equipo de mayores, disputó un total de catorce partidos de liga. Además de su buena participación en la Ligue 1, fue su desempeño a nivel internacional el que llamó la atención de varios clubes, ya que con el Marsella consiguió el subcampeonato de la Copa de la UEFA en 2004, perdiéndola ante el Valencia español. Debido a su corta edad, Marsella no podía ofrecer un contrato profesional a largo plazo.
Posteriormente recaló en el Arsenal, por deseo del entrenador Arsène Wenger, firmando el 23 de julio de 2004, a pesar de que Flamini había llegado a un acuerdo verbal con el Marsella para unirse al equipo de manera profesional. Poco después del incidente, el entrenador del Marsella José Anigo afirmó: "Esta es una bonita traición. Me utilizó". Mathieu debutó en la victoria por 4-1 sobre Everton, el 15 de agosto de 2004 y convirtió su primer gol el 11 de mayo de 2005 en la goleada por 7-0 sobre el Everton, anotando el último tanto del encuentro. Con el Arsenal ganó la FA Cup en 2005, el primer título de Flamini. Llegó también a la final de la Liga de Campeones en 2006, siendo derrotado por otro equipo español, el Barcelona.
En la temporada 2006-07, Flamini anotó el gol de la victoria ante el Dinamo Zagreb por la Liga de Campeones, su primer tanto a nivel internacional. Pese a anotar ese y otros goles importantes, no se sentía contento con su posición y en abril de 2007, admitió que probablemente dejaría el club en verano. Pese a esto, rechazó una oferta de 3 millones de libras esterlinas que ofreció el Birmingham City para llevárselo y continuó en el equipo.
Flamini fue titular en el primer partido de la temporada 2007-08, jugando en el centro del campo debido a las ausencias de Gilberto Silva y Abou Diaby. Durante esa campaña, se ganó el titularato, formando una buena dupla con Cesc Fàbregas. Con sus buenas actuaciones, Flamini se ganó a la afición del Arsenal, quienes incluso le dedicaron una canción, adaptando un tema del programa de televisión británico, The Sweeney. El 29 de enero de 2008, anotó un extraordinario gol desde 23 metros con el que Arsenal terminó derrotando 3-0 a Newcastle United por la Premier League. El 8 de abril de ese mismo año, Mathieu Flamini disputó su último partido con el Arsenal. El conjunto londinense fue eliminado por el Liverpool en la Liga de Campeones y Flamini se lesionó. En abril de 2009, dijo en una entrevista que aún era un fan del Arsenal y que no tenía resentimientos hacia su club: "Arsenal está en mi corazón y estará ahí para siempre. Siempre seré aficionado del Arsenal, dejar el club no fue fácil".
El 5 de mayo de 2008, Flamini se unió al Milan de Italia. Llevó la camiseta número 84, que representaba los últimos dígitos de su año de nacimiento. Debutó en la Serie A el 30 de agosto de 2008 en la derrota por 2-1 ante Bologna. Inicialmente, fue utilizado como jugador de recambio, igual como en sus primeros años en el Arsenal. Sin embargo, las lesiones de otros futbolistas y la buena forma de Flamini, le dieron la oportunidad de hacerse un lugar en el equipo titular. Con un Milan en búsqueda de una sólida defensa y de un lateral derecho consistente y confiable, el estratega ubicó a Gianluca Zambrotta en el flanco izquierdo mientras que Flamini tomó su lugar en la banda derecha. Luego de afirmar que su posición preferida es la de medocampista, el Milan lo usó también como mediocentro defensivo.
En la temporada 2009-10, la gran estado del capitán Massimo Ambrosini, provocó que Flamini tenga menos participación en el juego; sin embargo en la siguiente temporada, fue un miembro importante en el equipo que logró el decimoctavo Scudetto del Milan, disputando varios encuentros desde el arranque y anotando dos tantos: ante Bari y Bologna. En agosto de 2011, se lesionó de gravedad y fue operado; prácticamente se perdió toda la temporada 2011-12.
El 20 de junio de 2012, el club confirmó que Flamini dejaba el club como agente libre; sin embargo, dos semanas después, el volante francés y Adriano Galliani llegaron a un acuerdo de contrato por un año más. El 7 de abril de 2013, Flamini volvió a anotar, esta vez en el empate ante Fiorentina y luego quedó libre al final de la temporada.
A mediados de agosto, se reportó que Flamini se encontraba entrenando con el Arsenal en búsqueda de un nuevo club en Inglaterra. Esto llamó la atención de la prensa que empezó a anunciar que estaría cerca de volver al club Gunner; sin embargo, otros medios aseguraban que varios exjugadores del Arsenal hicieron lo mismo y no ocurrió nada, poniendo como ejemplo a Robert Pirès  y Thierry Henry. Finalmente, el 29 de agosto de 2013, se convirtió en el segundo fichaje del Arsenal, con miras a la temporada 2013/14. El 1 de septiembre de 2013, debutó con victoria ante el Tottenham Hotspur, al ingresar por Jack Wilshere.
Empezó a ocupar un rol importante en el eje central del mediocampo del Arsenal a inicios de temporada y marcó otra vez el 30 de noviembre ante el Cardiff City.
El 1 de julio de 2017, pasó a ser agente libre. El 22 de enero de 2019 pasó a formar parte de la plantilla del Getafe C.F. como incorporación invernal.

## Selección nacional
Recibió su primera llamada a la selección francesa para un encuentro disputado el 7 de febrero de 2007 ante Argentina, con triunfo de estos últimos, por 1-0 en el Stade de France. Fue llamado en lugar del lesionado Jérémy Toulalan; sin embargo no jugó esa vez. Su debut se produjo ante Marruecos, el 16 de noviembre de 2007 sustituyendo a Jérôme Rothen.

## Otrasa actividades
Mathieu Flamini es el segundo jugador de fútbol más rico del mundo, participando en una sección muy importante de la empresa GFBiochemicals, dedicada a producir ácido levulínico a escala comercial a partir de la biomasa. El valor potencial de esta empresa se estima de unos 30.000 millones de €.

## Estadísticas

### Clubes
Actualizado el 28 de abril de 2019.
| Club | Div.            | Temporada       | Liga  | Liga  | Copas nacionales(1) | Copas nacionales(1) | Copa de la Liga(2) | Copa de la Liga(2) | Torneos internacionales(3) | Torneos internacionales(3) | Otros(4) | Otros(4) | Total | Total |
| Club | Div.            | Temporada       | Part. | Goles | Part.               | Goles               | Part.              | Goles              | Part.                      | Goles                      | Part.    | Goles    | Part. | Goles |
| --- | --------------- | --------------- | ----- | ----- | ------------------- | ------------------- | ------------------ | ------------------ | -------------------------- | -------------------------- | -------- | -------- | ----- | ----- |
| Olympique de Marsella II Francia | 4.ª             | 2001-02         | 6     | 0     | —                   | —                   | —                  | —                  | —                          | —                          | —        | —        | 6     | 0     |
| Olympique de Marsella II Francia | 4.ª             | 2002-03         | 17    | 2     | —                   | —                   | —                  | —                  | —                          | —                          | —        | —        | 17    | 2     |
| Olympique de Marsella II Francia | 4.ª             | 2003-04         | 15    | 0     | —                   | —                   | —                  | —                  | —                          | —                          | —        | —        | 15    | 0     |
| Olympique de Marsella II Francia | Total club      | Total club      | 38    | 2     | —                   | —                   | —                  | —                  | —                          | —                          | —        | —        | 38    | 2     |
| Olympique de Marsella Francia | 1.ª             | 2003-04         | 14    | 0     | 1                   | 0                   | 0                  | 0                  | 9                          | 0                          | —        | —        | 24    | 0     |
| Arsenal F. C. Inglaterra | 1.ª             | 2004-05         | 21    | 1     | 4                   | 0                   | 3                  | 0                  | 4                          | 0                          | 0        | 0        | 32    | 1     |
| Arsenal F. C. Inglaterra | 1.ª             | 2005-06         | 31    | 0     | 2                   | 0                   | 3                  | 0                  | 12                         | 0                          | 1        | 0        | 49    | 0     |
| Arsenal F. C. Inglaterra | 1.ª             | 2006-07         | 20    | 3     | 3                   | 0                   | 3                  | 0                  | 6                          | 1                          | —        | —        | 32    | 4     |
| Arsenal F. C. Inglaterra | 1.ª             | 2007-08         | 30    | 3     | 2                   | 0                   | 0                  | 0                  | 8                          | 0                          | —        | —        | 40    | 3     |
| Arsenal F. C. Inglaterra | Total 1.ª etapa | Total 1.ª etapa | 102   | 7     | 11                  | 0                   | 9                  | 0                  | 30                         | 1                          | 1        | 0        | 153   | 8     |
| A. C. Milan · Italia | 1.ª             | 2008-09         | 29    | 0     | 1                   | 0                   | —                  | —                  | 7                          | 0                          | —        | —        | 37    | 0     |
| A. C. Milan · Italia | 1.ª             | 2009-10         | 25    | 0     | 2                   | 1                   | —                  | —                  | 5                          | 0                          | —        | —        | 32    | 1     |
| A. C. Milan · Italia | 1.ª             | 2010-11         | 23    | 2     | 2                   | 0                   | —                  | —                  | 5                          | 0                          | —        | —        | 30    | 2     |
| A. C. Milan · Italia | 1.ª             | 2011-12         | 2     | 1     | 0                   | 0                   | —                  | —                  | 0                          | 0                          | 0        | 0        | 2     | 1     |
| A. C. Milan · Italia | 1.ª             | 2012-13         | 18    | 4     | 1                   | 0                   | —                  | —                  | 3                          | 0                          | —        | —        | 22    | 4     |
| A. C. Milan · Italia | Total club      | Total club      | 97    | 7     | 6                   | 1                   | —                  | —                  | 20                         | 0                          | 0        | 0        | 123   | 8     |
| Arsenal F. C. Inglaterra | 1.ª             | 2013-14         | 27    | 2     | 3                   | 0                   | 0                  | 0                  | 6                          | 0                          | —        | —        | 36    | 2     |
| Arsenal F. C. Inglaterra | 1.ª             | 2014-15         | 23    | 1     | 2                   | 0                   | 0                  | 0                  | 7                          | 0                          | 1        | 0        | 33    | 1     |
| Arsenal F. C. Inglaterra | 1.ª             | 2015-16         | 16    | 0     | 2                   | 0                   | 2                  | 2                  | 4                          | 0                          | 0        | 0        | 24    | 2     |
| Arsenal F. C. Inglaterra | Total 2.ª etapa | Total 2.ª etapa | 66    | 3     | 7                   | 0                   | 2                  | 2                  | 17                         | 0                          | 1        | 0        | 93    | 5     |
| Arsenal F. C. Inglaterra | Total club      | Total club      | 168   | 10    | 18                  | 0                   | 11                 | 2                  | 47                         | 1                          | 2        | 0        | 246   | 13    |
| Crystal Palace F. C. Inglaterra | 1.ª             | 2016-17         | 10    | 0     | 3                   | 0                   | 0                  | 0                  | —                          | —                          | —        | —        | 13    | 0     |
| Getafe C. F. · España | 1.ª             | 2017-18         | 8     | 0     | 0                   | 0                   | —                  | —                  | —                          | —                          | —        | —        | 8     | 0     |
| Getafe C. F. · España | 1.ª             | 2018-19         | 10    | 0     | 3                   | 0                   | —                  | —                  | —                          | —                          | —        | —        | 13    | 0     |
| Getafe C. F. · España | Total club      | Total club      | 18    | 0     | 3                   | 0                   | —                  | —                  | —                          | —                          | —        | —        | 21    | 0     |
| Total carrera | Total carrera   | Total carrera   | 345   | 19    | 31                  | 1                   | 11                 | 2                  | 76                         | 1                          | 2        | 0        | 465   | 23    |
| (1) Incluye datos de la Copa de Francia (2003-04), FA Cup (2004-05, 2005-06, 2006-07, 2007-08, 2013-14, 2014-15, 2015-16, 2016-17), Copa Italia (2008-09, 2009-10, 2010-11, 2012-13) y Copa del Rey (2018-19). (2) Incluye datos de la Copa de la Liga de Inglaterra (2004-05, 2005-06, 2006-07, 2015-16). (3) Incluye datos de la Copa de la UEFA (2003-04, 2008-09) y Liga de Campeones (2004-05, 2005-06, 2006-07, 2007-08, 2009-10, 2010-11, 2012-13, 2013-14, 2014-15, 2015-16). (4) Incluye datos de la Community Shield (2005, 2014). |                 |                 |       |       |                     |                     |                    |                    |                            |                            |          |          |       |       |

## Palmarés

### Campeonatos nacionales
| Título              | Club          | País       | Año  |
| ------------------- | ------------- | ---------- | ---- |
| Community Shield    | Arsenal F. C. | Inglaterra | 2004 |
| FA Cup              | Arsenal F. C. | Inglaterra | 2005 |
| Serie A             | A. C. Milan   | Italia     | 2011 |
| Supercopa de Italia | A. C. Milan   | Italia     | 2011 |
| FA Cup              | Arsenal F. C. | Inglaterra | 2014 |
| Community Shield    | Arsenal F. C. | Inglaterra | 2014 |
| FA Cup              | Arsenal F. C. | Inglaterra | 2015 |
| Community Shield    | Arsenal F. C. | Inglaterra | 2015 |

### Distinciones individuales
| Distinción                                | Año  |
| ----------------------------------------- | ---- |
| Jugador de la temporada del Arsenal F. C. | 2008 |